# Wilfried Möckel
Wilfried Möckel (* 18. Juli 1932 in Siebenbrunn b. Oelsnitz/Vogtland/Sachsen; † 17. Januar 2020 in Ingolstadt) war ein deutscher Zahnmediziner und als Sanitätsoffizier zuletzt Inspizient Zahnmedizin der Bundeswehr im Dienstgrad Generalarzt.

## Leben
Im Jahr 1951 machte Möckel Abitur und studierte dann Zahnmedizin an der Humboldt-Universität zu Berlin und der Freien Universität Berlin. 1958 machte er sein Staatsexamen und wurde 1961 promoviert. Am 17. Februar 1961 wurde er zum Stabsarzt ernannt und in der Luftwaffensanitätsstaffel der Technischen Schule der Luftwaffe 1 in Kaufbeuren und der Luftwaffensanitätsstaffel der Waffenschule der Luftwaffe 10 in Jever eingesetzt. Am 17. Mai 1966 erfolgte die Beförderung zum Oberstabsarzt und im April 1967 die Ernennung zum Chef des 3. Luftwaffen-Sanitätsausbildungsbataillons in Kempten und Klingholz. Am 14. April 1972 wurde er Oberfeldarzt und stellvertretender Bataillonskommandeur des Luftwaffen-Sanitätsausbildungsbataillons. Nach einer Umgliederung wurde er Lehrgruppenkommandeur der Sanitätsschule der Luftwaffe in Klingholz. Im Jahr 1973 wurde er zahnärztlicher Berater des Divisionsarztes der 4. Luftwaffendivision in Goslar und gleichzeitig Staffelchef der Luftwaffensanitätsstaffel IV./Fernmelderegiment 33. Ab April 1976 war er im Fachreferat Zahnmedizin im Bundesministerium für Verteidigung tätig. Am 1. Oktober 1981 wurde er Oberstarzt und Referatsleiter des Infrastrukturreferats BMVg_In_San II 5. Im April 1983 wurde er Dezernatsleiter Zahnmedizin. Im September 1984 wurde er Abteilungsleiter Zahnmedizin und Leitender Zahnarzt der Luftwaffe in Lohmar-Heit. Zwischen 1. Oktober 1986 und 30. September 1992 war er als Generalarzt Inspizient Zahnmedizin im Sanitätsamt der Bundeswehr in Bonn.

## Ehrungen
- 1988: Bundesverdienstkreuz am Bande
- Ehrenkreuz der Bundeswehr in Gold
- Ehrennadel der Deutschen Zahnärzteschaft in Gold